# 2019年プルワマ襲撃事件
2019年プルワマ襲撃事件（2019ねんプルワマしゅうげきじけん）は、2019年2月14日にインドのジャンムー・カシミール州、プルワマ県で発生した自爆テロ事件である。 

## 背景
カシミール地域は紛争地帯であり、インドとパキスタンの両国がそれぞれ実効支配を行ってきている。1980年代後半、インドの実効支配地域で反乱が増加し始めた。反乱の原因の1つは、 1987年の州議会選挙における談合であり 、パキスタンは反乱に物資面での支援を提供した。 1989年以降、これらの反乱とインドによる弾圧で約70,000人が殺された。 
2015年以降、パキスタンに拠点を置くカシミールの過激派組織は、自爆テロ行為を活発化させた。2015年7月、3人の武装集団がグルダースプルの警察署を攻撃。 2016年1月、4〜6人の武装集団がパタンコート空軍基地を襲撃した。2016年9月には、武装集団4人がウリにあるインド陸軍の宿営地を襲撃し 、19人の兵士が死亡した。

## 攻撃
2019年2月14日、 ジャンムーからシュリーナガルに2,500人を超える中央警察予備隊（Central Reserve Police Force）の人員を輸送するための78台の車両が国道44号線を走行していた。輸送船団は現地時間3:30頃にジャンムーを出発したが、2日前に高速道路が閉鎖されたために交通量が多かった。輸送船団は日没前に目的地に到着するように予定であった。 
現地時間15:15頃、アワンティポラに近いレアポラで、保安警察が乗るバスに爆発物を乗せた車が突撃し、爆発を引き起こした。第76大隊に所属する40人保安警察隊員が死亡し、他多数の隊員が負傷した。 負傷者はスリナガルの陸軍基地病院に移された。 
パキスタンに本拠を置く過激派組織のジャイシュ＝エ＝ムハンマドによって、犯行声明が出された。同組織は22歳で1年前に組織に加わった襲撃者であるアディル・アフマド・ダールのビデオも公開した。パキスタンは関与を否定したが、ジャイシュ＝エ＝ムハンマドの指導者であるマスード・アズハルは同国で活動していることが知られている。

事件後、インド空軍が報復として第三次印パ戦争以来48年ぶりに管理ラインを超えてパキスタン国内への空爆を行った。